# Величко Ярослава Осипівна
Ярослава Осипівна Величко (* 28 червня 1951, Стрий, Львівська область) — українська журналістка. Очільник прес-служби Національного університету «Львівська політехніка», головний редактор студентської газети «Аудиторія». Член Національної спілки журналістів України, відмінник освіти України.

## Життєпис
1968 року закінчила Стрийську середню школу № 6 із золотою медаллю і вступила на факультет журналістики Львівського державного університету ім. Івана Франка. Трудову діяльність розпочала на посаді молодшого редактора Видавництва ЛДУ, кореспондента редакції університетської газети «За радянську науку». Працювала в архіві Інституту суспільних наук (нині Інститут українознавства ім. Івана Крип'якевича НАН України).
Із 1974 року працює у Львівській політехніці — спершу кореспондентом інститутської газети «Радянський студент» (після перейменування — «Львівський політехнік»), з 1991 року — головний редактор видання. У вісімдесяті роки була одним із засновників і членом редколегії часопису «Просвіта» Товариства української мови імені Тараса Шевченка, членом ради інститутського Товариства «Просвіта», брала участь у демократичних перетвореннях у Львівському політехнічному інституті.
У 1997 році з ініціативи і під керівництвом головного редактора Ярослави Величко газета Львівської політехніки здобула статус українського студентського видання під назвою «Аудиторія» із загальнодержавною сферою розповсюдження, яка перемагала у багатьох конкурсах різного рівня і здобувала престижні ґранти і нагороди, а редактор отримувала Почесні грамоти Львівської політехніки, Національної спілки журналістів України, Міністерства освіти і науки України та інші.